# 1911 в анімації

## Випущені фільми
- Невідома дата — By the Light of the Moon (США)
- 8 квітня — Little Nemo (США)

## Народилися

### Січень
- 18 січня: Денні Кей, американський актор, комік і співак (озвучка Сеймура С. Сассафраса, полковника Б. Веллінгтона, Б. Банні та Антуана в «Ось іде Пітер Коттонтейл», Мармадюк у «Зачарованому світі Денні Кейя») (пом. 1987).).

### Лютий
- 10 лютого: Норман Маккейб, англо-американський аніматор та ілюстратор (Warner Brothers Animation, DePatie-Freleng, Filmation), (пом. 2006)[1]
- 11 лютого: Харві Айзенберг, американський аніматор і художник коміксів (MGM Animation, Hanna-Barbera), (пом. 1965)[2]
- 12 лютого: Френк Грундін, американський аніматор і художник коміксів (Компанія Уолта Діснея), (пом. 1986).[3]

### Березень
- 9 березня: Джон Лаунсбері, американський аніматор (Компанія Уолта Діснея), (пом. 1976)[4][5].
- 11 березня: Дон ДаГраді, американський письменник (студія Walt Disney Animation Studios), (пом. 1991).
- 12 березня: Джошуа Мідор, американський аніматор, режисер і художник зі спецефектів (студія Уолта Діснея, анімаційні ефекти у фільмі "Заборонена планета ") (пом. 1965)[6].
- 17 березня: Орест Кальпіні, американський аніматор (Fleischer Studios, Famous Studios), (пом. 1974).
- 18 березня: Вільям Лава, американський композитор («Веселі мелодії», «Рожева пантера») (пом. 1971).
- 24 березня:
  - Кел Ховард, американський мультиплікатор, сценарист мультфільмів (Волтер Ланц, Walt Disney Company, Fleischer Brothers, Ub Iwerks, Warner Bros. Мультфільми, Screen Gems) і актор озвучення (голос Ґебі Гот у Get Rich Porky, принца Девіда у Gulliver's Travels) (пом. 1993).[7]
  - Джозеф Барбера, американський мультиплікатор, кінорежисер і продюсер (Том і Джеррі, Флінстоуни, Ведмідь Йогі, Джетсони, Дикі перегони, Скубі-Ду), співзасновник Hanna-Barbera (пом. 2006)[8]
- 26 березня: Т. Хі, американський аніматор і кінорежисер (Warner Bros. Мультфільми, Walt Disney Company, УПА, Terrytoons), († 1988).[9][10]

### Квітень
- 1 квітня: Гаррі Лав, американський аніматор і координатор виробництва (Чарльз Мінц, Warner Bros. Мультфільми, DePatie-Freleng, The Nine Lives of Fritz the Cat), (пом. 1997).
- 11 квітня: Гаррі Холт, американський художник коміксів і мультиплікатор (Walt Disney Animation Studios, Hanna-Barbera), (пом. 2004).[11]

### Травень
- 1 травня: Моріс Нобл, американський кінорежисер, сценарист ("Пригоди крихітних мультфільмів "), художник-постановник і фоновий художник (Walt Disney Animation Studios, Warner Bros. Мультфільми, MGM Animation/Visual Arts, DePatie-Freleng Enterprises, Poochini, Timber Wolf), (пом. 2001).[12]
- 6 травня: Френк Нельсон, американський актор (озвучка містера Коу в рекламі Tootsie Pop, дядька Дадлі в Dinky Dog, високого доктора в Puff the Magic Dragon, Wizzar в Monchchichis, губернатора Ветворта в Snorks, доктора Павлова в Foofur, Сатани в The Looney Looney Looney Bugs Bunny Movie), (пом. 1986).
- 11 травня: Дудлз Вівер, американський актор, комік, музикант і автор коміксів (оповідач у мультфільмі Гуфі Хокейне вбивство) (пом. 1983).[13]
- 27 травня: Вінсент Прайс, американський актор (озвучка Дженуари К'ю Залізного Хвоста у фільмі Ось і Пітер Коттонтейл, оповідач у фільмі Вінсент, Вінсент Ван Гул у фільмі «13 привидів Скубі-Ду», професор Ратіган у фільмі «Великий мишачий детектив», Едгар Аллан По у фільмі " Крихітка "). Мультяшні пригоди, Зигзаг у Злодій і Швець), (пом. 1993).[14]
- 29 травня: Віві Дженісс, американська актриса (озвучка Дейзі Дак у Щоденнику Дональда) (пом. 1988).[15]

### Червень
- 9 червня: Хоулі Пратт, американський кінорежисер, художник-верстальник, ілюстратор і аніматор (компанія Walt Disney, Warner Bros. Мультфільми, Hanna-Barbera, Filmation, DePatie-Freleng Enterprises), (пом. 1999).[16]
- 19 червня: Ерік Портер, австралійський аніматор і кінорежисер (Марко Поло молодший проти Червоного дракона) (пом. 1983)[17]

### Липень
- 6 липня: ЛаВерн Ендрюс, американська співачка (співав фрагмент «Johnny Fedora and Alice Blue Bonnet» у Make Mine Music і «Little Toot» у Melody Time), (пом. 1967).[18]
- 10 липня: Террі-Томас, англійський актор і комік (голос сера Гісса в Робін Гуді), (пом. 1990)[19]
- 18 липня: Бернард Вулф, американський кінопродюсер (Paramount Studios, Fleischer Studios, Ub Iwerks, Walt Disney Animation Studios, MGM, Rudolph Ising, Sesame Street, Hanna-Barbera), (пом. 2006)[20]

### Серпень
- 1 серпня : Алекс К'юбі, шотландський художник коміксів і аніматор (Rank Film Distributors), (пом. 1995)[21]
- 5 серпня: Боб Вікершем, американський аніматор і художник коміксів (Walt Disney Animation Studios, Ub Iwerks, Fleischer Studios, Terrytoons, Warner Bros. Мультфільми), (пом. 1962)[22]
- 8 серпня : Розетта Ленуар, американська акторка озвучування (голос Великої Берти у фільмі «Кот Фріц») (пом. 2002)[23]
- 12 серпня:
  - Фелікс Фелтон, англійський актор (озвучка Привида Різдвяного подарунка в «Різдвяній пісні») (пом. 1972).[24]
  - Кантінфлас, мексиканський комік, актор і кінорежисер (голос Аміго в "Аміго та друзі ") (пом. 1993).[25]
- 13 серпня: Віктор Кальман, угорський художник, мультиплікатор і художник коміксів (Az Okos Kapus), (пом. 1985)[26]
- 31 серпня: Френк Сміт, американський аніматор і кінорежисер (Fleischer Studios, UPA, Peanuts specials), (пом. 1975)[27]

### Вересень
- 7 вересня: Фред Мур, американський аніматор (Компанія Уолта Діснея), (пом. 1952)[28]
- 11 вересня: Ремі Ідріс, американський автор пісень, автор, композитор і музикант (співавтор Вуді Вудпекер) (пом. 1971).
- 24 вересня: Міцуйо Сео, японський аніматор і кінорежисер (Momotarō no Umiwashi, Momotarō: Umi no Shinpei), (пом. 2010)[29]

### Жовтень
- 1 жовтня:
  - Лі Блер, американський художник (Walt Disney Animation Studios), (пом. 1993).
  - Ірвін Костал, американський музичний аранжувальник (Walt Disney Animation Studios, Charlotte's Web), (пом. 1994).
- 3 жовтня: Майкл Гордерн, англійський актор (озвучка Джейкоба Марлі в «Різдвяній пісні», Фріта в «Вотершип вниз», «Баджер» у Вітер у вербах, оповідач у Паддінгтоні) (пом. 1995).
- 21 жовтня: Мері Блер, американська художниця, аніматор і дизайнер (компанія Уолта Діснея), (пом. 1978).
- 23 жовтня: Фредерік Браммінг, датський аніматор і художник коміксів (зняв рекламні анімаційні короткометражки для Bergenholz), (пом. 1991)[30]

### Листопад
- 5 листопада: Рой Роджерс, американський співак і актор (оповідач у сегменті Пекоса Білла в Melody Time), (пом. 1998).[31]
- 6 листопада: Стівен Босустоу, канадсько-американський аніматор (Ub Iwerks, Walter Lantz Productions, Walt Disney Animation Studios) і кінопродюсер (UPA, Gerald McBoing Boing, Mr. Magoo, Bosustow Entertainment, Sesame Street), (пом. 1981)[32]
- 10 листопада: Гаррі Ендрюс, англійський актор (озвучка генерала Вандворта у фільмі «Вотершип вниз») (пом. 1989)[33].
- 15 листопада: Хоакін Гарай, мексиканський актор (озвучка Панчіто Пістолеса у "Трьох Кабальєро) (пом. 1990)[34]
- 21 листопада: Енді Енгман, шведсько-фінсько-американський аніматор (компанія Walt Disney), (пом. 2004).
- 23 листопада: Рей Паттерсон, американський аніматор і кінорежисер і продюсер (працював у Screen Gems, Walt Disney Animation Studios, MGM Animation, Grantray-Lawrence Animation, Hanna-Barbera), (пом. 2001)[35]
- 25 листопада: Пол Меррі, американський аніматор, художник коміксів і письменник (Компанія Уолта Діснея), (пом. 1989)[36].

### Грудень
- 8 грудня : Кін Платт, американський карикатурист, сценарист радіо, телевізійний сценарист, художник коміксів і автор мультиплікаційних фільмів («Мультфільм Уолта Діснея», «Ханна-Барбера», «Террітунс», «Мілтон-монстр») (пом. 2003)[37].
- 18 грудня : Девід Гілберман, американський мультиплікатор, кінорежисер і продюсер (компанія Волта Діснея, співзасновник UPA, Ханна-Барбера), (пом. 2007)[38].
- 30 грудня : Жанетт Нолан, американська актриса (озвучка Еллі Мей у «Рятувальниках», вдови Твід у Лис і мисливський пес) (пом. 1998)[39].

### Конкретна дата невідома
- Ден Нунан, американський аніматор і художник коміксів (Terrytoons, Walt Disney Company, Filmation, Hanna-Barbera), (пом. 1982)[40].